# Котовник Мусина
Котовник Мусина (лат. Nepeta mussinii) — многолетнее травянистое растение, вид рода Котовник (Nepeta) семейства Яснотковые (Lamiaceae).
Химический состав изучен недостаточно. Во всём растении содержится эфирное масло, его выход из листьев — 0,25 %, из целого растения — 0,1—0,4 %. Масло обладает резким мятно-камфорным запахом.
Листья и стебли растения, собранные в стадии цветения, испытаны и одобрены в качестве пряности при посоле сельди. В Армении растение используется в ликёро-наливочном производстве.

## Ботаническое описание
Многолетнее растение с многочисленными стеблями, высотой до 45 см.
Корень деревянистый, грубоволокнистый.
Листья яйцевидные, тонкие, опушенные, зелёные или серовато-зелёные.
Соцветие из 4—8 ложных мутовок, собранных в более или менее однобокую кисть. Венчик снаружи короткоопушённый, сиренево-синеватый, с более тёмными фиолетово-синими пятнами в зеве.
Плод — орешек, чёрно-коричневый, бугорчатый, овальный.
Цветёт в мае—июле. Плоды созревают в июне—сентябре.

## Таксономия
Вид Котовник Мусина входит в род Котовник (Nepeta) подсемейство Котовниковые (Nepetoideae) семейства Яснотковые (Lamiaceae) порядка Ясноткоцветные (Lamiales).
Некоторые источники рассматривают название Nepeta mussinii Spreng. как синоним названия Nepeta racemosa Lam.
|  |                                      |  |                                                             |                                                             |                      |  | ещё 21 семейство (согласно Системе APG II) | ещё 21 семейство (согласно Системе APG II) |                           |  |  |  | ещё 81 род          | ещё 81 род          |  |  |
|  |                                      |  |                                                             |                                                             |                      |  | ещё 21 семейство (согласно Системе APG II) | ещё 21 семейство (согласно Системе APG II) |                           |  |  |  | ещё 81 род          | ещё 81 род          |  |  |
|  |                                      |  |                                                             | порядок Ясноткоцветные                                      |                      |  |                                            |                                            | подсемейство Котовниковые |  |  |  |                     | вид Котовник Мусина |  |  |
|  |                                      |  |                                                             | порядок Ясноткоцветные                                      |                      |  |                                            |                                            | подсемейство Котовниковые |  |  |  |                     | вид Котовник Мусина |  |  |
|  | отдел Цветковые, или Покрытосеменные |  |                                                             |                                                             | семейство Яснотковые |  |                                            |                                            | род Котовник              |  |  |  |                     |                     |  |  |
|  | отдел Цветковые, или Покрытосеменные |  |                                                             |                                                             |                      |  |                                            |                                            |                           |  |  |  |                     |                     |  |  |
|  |                                      |  | ещё 44 порядка цветковых растений (согласно Системе APG II) | ещё 44 порядка цветковых растений (согласно Системе APG II) |                      |  |                                            | ещё 7 подсемейств                          | ещё 7 подсемейств         |  |  |  | ещё около 250 видов |                     |  |  |
|  |                                      |  |                                                             | ещё 44 порядка цветковых растений (согласно Системе APG II) |                      |  |                                            |                                            | ещё 7 подсемейств         |  |  |  |                     |                     |  |  |